# Batavia (Town, New York)
Batavia ist eine Town im Genesee County des US-Bundesstaates New York in den Vereinigten Staaten von Amerika. Das Ortsgebiet umschließt die City Batavia vollständig, die jedoch als separate Verwaltungseinheit organisiert ist.

## Geographie
Town und City Batavia liegen, wie das gesamte Genesee County, in einer durch Gletscher und den Schmelzwassersee Lake Tonawanda der letzten Kaltzeit (Wisconsin Glaciation) geprägten Landschaft. Das Ortsgebiet ist daher weitgehend flach; der Boden sandig. Größter Wasserlauf ist der Tonawanda Creek, der von Süden kommend in die City Batavia und von dort gen Westen zum etwa 55 km entfernten Niagara River fließt.
Die Town Batavia liegt etwa auf halbem Weg zwischen Buffalo am nordöstlichen Ende des Eriesees und Rochester.
Auf dem Gebiet der Town liegen keine Villages und Census-designated places. Größte zusammenhängende Siedlungen sind die Weiler Bushville, Five Corners und West Batavia. Batavia liegt als Enklave in der östlichen Hälfte der Town.
Die benachbarten Towns sind Oakfield und Elba im Norden, Stafford im Osten, Alexander und Bethany im Süden sowie Pembroke im Westen. Alle benachbarten Towns liegen ebenfalls im Genesee County.

## Geschichte
Ab 1793 verkaufte die Holland Land Company nahezu das gesamte westlich des Genesee Rivers gelegene Land im Staat New York an europäische Siedler. Nachdem diese Region zunächst zum Ontario County gehört hatte, wurde 1802 das gesamte von der Holland Land Company übernommene Gebiet im neuen Genesee County zusammengefasst. Aus der Fläche dieses Countys wurden in den folgenden 40 Jahren weitere neun Counties abgespalten. County Seat des Genesee County wurde der 1798 erstmals erwähnte Ort Batavia.
Zugleich wurde 1802 als weitere Verwaltungsebene eine Town Batavia gegründet, zu der unter anderem der Ort Batavia zählte. Dieser wurde ab 23. April 1823 rechtlich als Village geführt. 1915 verlieh der Bundesstaat dem Ort Batavia das Stadtrecht und die verwaltungstechnische Unabhängigkeit von der gleichnamigen Town.
Das Gebiet der Town Batavia wurde mehrfach durch Abspaltungen anderer Towns verkleinert: 1812 mit Erhebung der Towns Alexander, Bethany und Pembroke sowie 1820 durch Gründung der Towns Elba und Stafford.
1972 wurde auf dem Gebiet der Town nordöstlich des Orts Batavia der Hauptcampus des 1966 gegründeten Genesee Community College eröffnet. Etwa 5.500 Studenten absolvieren dort eine zweijährige Ausbildung.

## Infrastruktur
Die Fernstraße Interstate 90 führt nördlich der Stadt Batavia in Ost-West-Richtung durch die Town Batavia und ist Teil des New York State Thruway.
Eine ursprünglich durch die Tonawanda Railroad errichtete, durch die New York Central Railroad vielfach adaptierte Bahnstrecke und seit 1999 durch CSX Transportation betriebene Bahnstrecke führt ebenfalls in Ost-West-Richtung durch das Gebiet der Town. Die Depew, Lancaster and Western Railroad betreibt kurze Streckenabschnitte in und nahe der City Batavia.
Nördlich des Orts Batavia liegt der General Aviation-Flughafen Genesee County Airport (GVQ).